# Alopecosa hirta
Alopecosa hirta är en spindelart som först beskrevs av Kulczynski 1908.  Alopecosa hirta ingår i släktet Alopecosa och familjen vargspindlar. Inga underarter finns listade i Catalogue of Life.